# Волинська Олена Володимирівна
Олена Волинська (справжнє ім'я Тюпіна Олена Володимирівна) (нар.25.07.1984 р.) - письменниця зі Звягеля. Раніше друкувалася під псевдонімом Елен Тен. Прозаїк. Працює в різних літературних жанрах, полюбляє творчі експерименти. 
Громадянство - українське. 
Діяльність - письменниця. 
БІОГРАФІЯ
Народилася 25 лютого 1984 року у місті Звягелі (раніше Новоград-Волинський). Закінчила Новоград-Волинський економіко-гуманітарний колелдж (відділення "Діловодство") та Рівненський МЕГУ (відділення "Українська філологія"). Входить до Львівського жіночого літературного клубу. 
ЛІТЕРАТУРНІ ВІДЗНАКИ
Конкурс «Літературна надія Дніпра – 2015» - категорія «Проза» - І місце; 
Конкурс «Львівські перехрестя – 2017» - Гран-прі; 
Конкурс «Брама – 2018» - спецвідзнака в номінації «Високе фентезі»; 
Конкурс «Коронація слова – 2019» - спецвідзнака у номінації «Романи» за кращий роман про кохання від «Львівського жіночого літературного клубу». 
Конкурс «Крилатий лев – 2020» - ІІІ місце в номінації «Проза». 
Конкурс від видавничого дому «КОНДОР». Перемога в номінації «Горор». (2021 р.) 
«Молода Коронація слова 2023». І премія в номінації «Повісті» за твір «Нездоланні». 
Літературна премія від «Своя полиця» у категорії «Вибір куратора проекту» за твір «Коли сонце не сходить». 
ТВОРЧІСТЬ
КНИГИ: 
«Сила пристрасті» (2018 р. «КСД»), 
«Повелителька ліхтарів» (2019 р. «КСД»), 
повість «Шляхом обраних» (2021 р. «Кондор»), 
«Анфіса» (2021 р. «Кондор».),«Мости» (2022 р. «Ліра-К»), «Коли сонце не сходить» (2023 р. «Ліра-К»), «Я чую тебе. Сплетіння доль Катерини Білокур та Оксани Петрусенко» (2024 р. «Віхола») 
```
Співавтор збірок оповідань «Паралельні світи» (2013р.), «На кордоні любові» (2016р.), «Рідний край у словах і барвах» (2016р.), «Лаконічно» (2016р.) «Їде маршрутка» (2017р.), «Проза кольорів» (2017р.), «Дотик зачаєного жаху» (2017 р.), «Нова проза» (2017-2018 рр.),  «Брама. Багряні ночі» (2018 р.), «Вбивство на вулиці» (2019 р.), «Terra інклюзія - 2019» (2019 р.), «Сучасна література рідного краю» (2020 р.), «Як тебе не любити» (2020 р.), «Львів. Пристрасті. Таємниці» (2021 р.), «Crime-Fi. Фантастичний детектив) (2023 р.), «Хащі чумацького шляху» (2023 р. ),  «Альманах 2022» («Білка», 2024 р.)    
```

ПОСИЛАННЯ
Сторінка Олени Волинської на Facebook https://www.facebook.com/profile.php?id=100005081688104
Презентація першої книги письменниці  
https://novograd.city/articles/12050/elen-ten-prezentue-svoyu-knigu-v-novogradi-koli-i-de
Презентація книги "Мости"
https://history.rayon.in.ua/news/583684-u-zvyageli-prezentuvali-novu-knizhku-pismennitsi-oleni-volinskoi
Презентація творчості Олени Волинської https://www.youtube.com/watch?v=4bL5DLjvus0
https://info.nvrada.gov.ua/koly-soncze-ne-shodyt-u-liczeyi-%E2%84%964-vidbulas-prezentacziya-knygy-prysvyachenoyi-temi-golodomoru/
Рецензія на роман "Я чую тебе" 